# 邵騷
邵騷（？—前208年），秦末民變時趙王武臣的左丞相，不久因趙國內鬨而被武臣部將李良所殺。

## 簡介
陳勝、吳廣發動大澤起義，陳勝任武臣為将军进攻赵地，張耳、陳餘二人被任為武臣的左右校尉，邵騷為護軍，连得赵地十余城，武臣遂自立為趙王，以張耳為右丞相，邵騷為左丞相，陳餘為大將軍。
武臣命李良攻常山、太原。李良遭遇秦兵，被秦兵勸降，李良還在猶豫是否歸順，於是先回趙國求援，卻路遇武臣的姐姐，發生糾紛，李良怒杀了武臣的姐姐，又杀死武臣，投降秦兵。武臣死後，趙國公卿張耳與陳餘立舊趙公族趙歇為趙王。